# 戈戈林
戈戈林是波蘭的城鎮，位於該國西南部，距離首府奧波萊20公里，由奧波萊省負責管轄，面積20.35平方公里，海拔高度175米，鎮上的猶太人墳場建於1852年，2006年人口6,077。

## 友好城市
- 德国Schongau
- 捷克亞布倫科夫
- 波蘭茲維日涅茨

## 外部連結
- Official town webpage （页面存档备份，存于）
- Jewish Community in Gogolin （页面存档备份，存于） on Virtual Shtetl

50°30′N 18°01′E / 50.500°N 18.017°E